# نان تست
نان تُست (به انگلیسی: Toast) یا نان برشتی نوعی نان ورقه شده انگلیسی است که با قرار دادن آن در مقابل حرارت، برشته شده‌است.

این نان در اکثر نقاط دنیا برای وعدهٔ صبحانه مصرف می‌شود. همچنین در رژیم غذایی افرادی که ناراحتی معده یا روده دارند این نوع نان به کار می‌رود. معمولاً روی نان تست کره یا مارگارین می‌مالند که این کره با حرارت نان تست شده آب می‌شود و جذب نان می‌گردد.

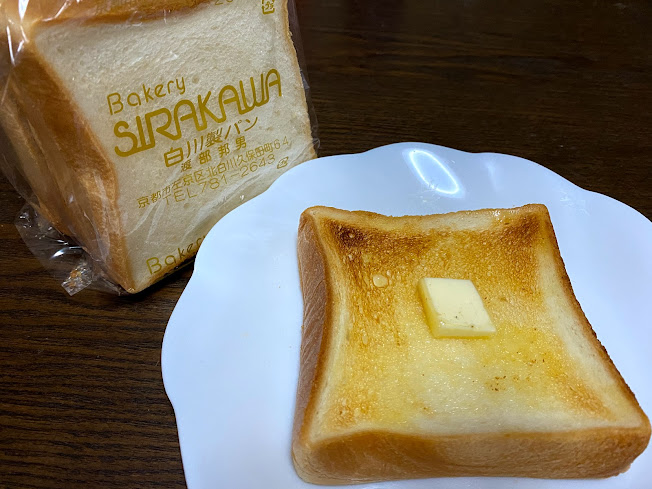

فرانسوی‌ها عقیده دارند که چون خانه‌های مردم انگلستان خیلی سرد بود، آن‌ها این نوع نان را اختراع نمودند تا با استفاده از حرارت نان، بتوانند کره را در سطح نان پخش کنند.
نان تست را می‌توان با مربا و مارمالاد مصرف نمود که بخش اصلی یک صبحانه انگلیسی را تشکیل می‌دهند. از نان تست برای تهیهٔ انواع ساندویچ هم استفاده می‌شود.
می‌توان نان تست را به صورت تکه‌های ریز کرده و به آن ادویه‌جات و انواع چاشنی اضافه کرد. از این تکه‌های نان تست مزه دار، در انواع سالادها یا دیگر خوراک‌ها استفاده می‌شود.
این نان جزو نان‌های وارد شده به سفره ایرانی است که مصرف آن رایج نشده است. در ایران برای خوردن صبحانه با پنیر، کره و مربا یا عسل یا تهیه ساندویچ استفاده می‌شود.

## روش برشته کردن
معمولاً نان تست را با قرار دادن داخل دستگاه برقی برشته‌کن برشته می‌کنند. همچنین می‌توان این نوع نان را داخل فر و روی سینی آن برشته و تست نمود.